# Cromford

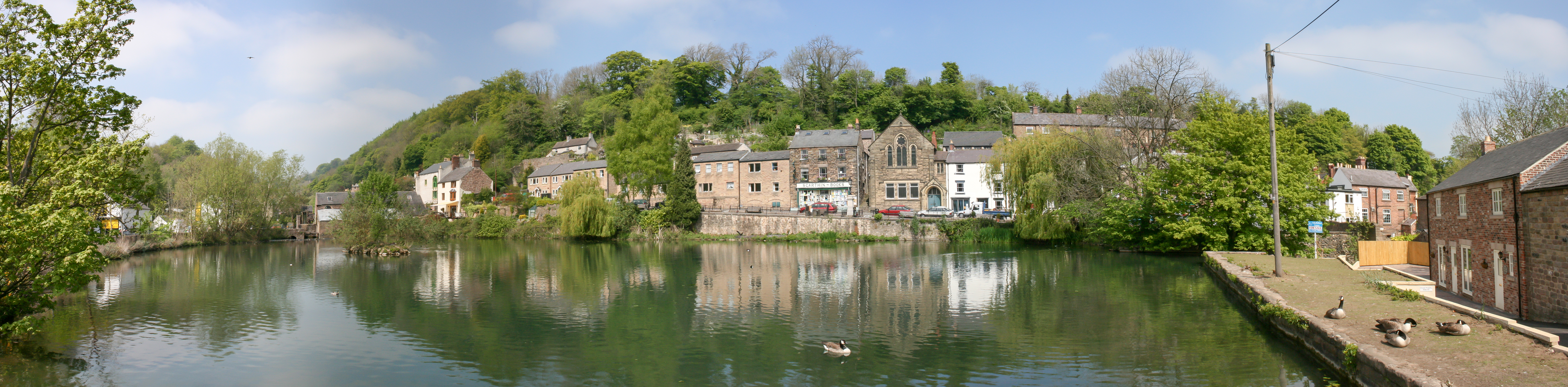
Derbyshire (Inghilterra): veduta panoramica del villaggio di Cromford

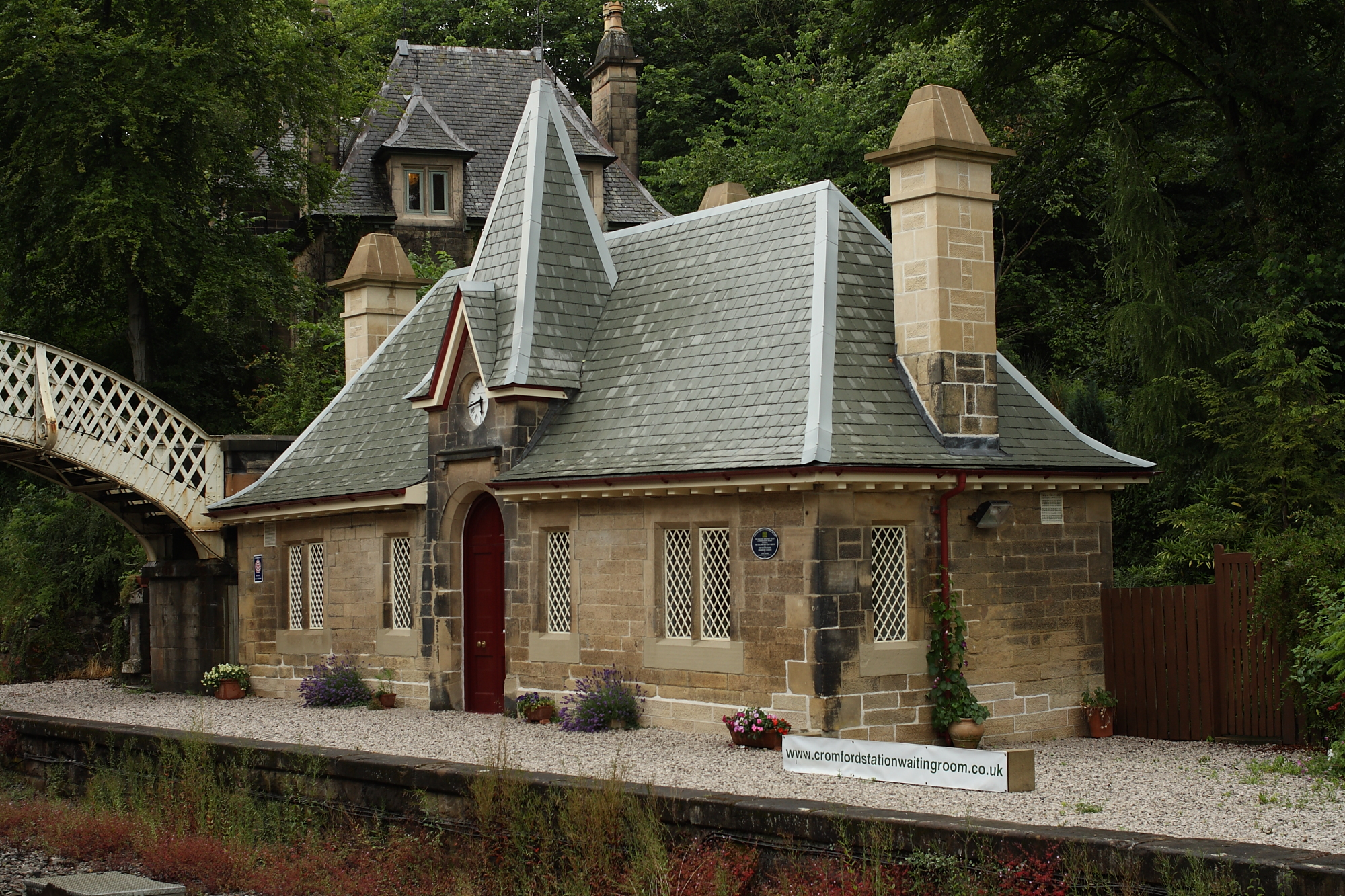
Cromford: la stazione ferroviaria

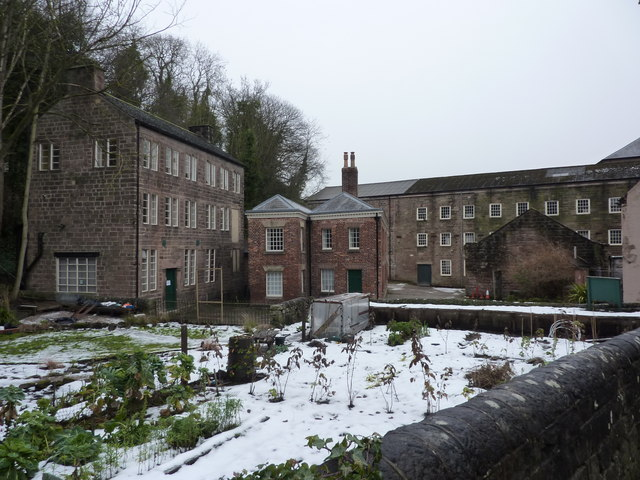
Cromford Mill

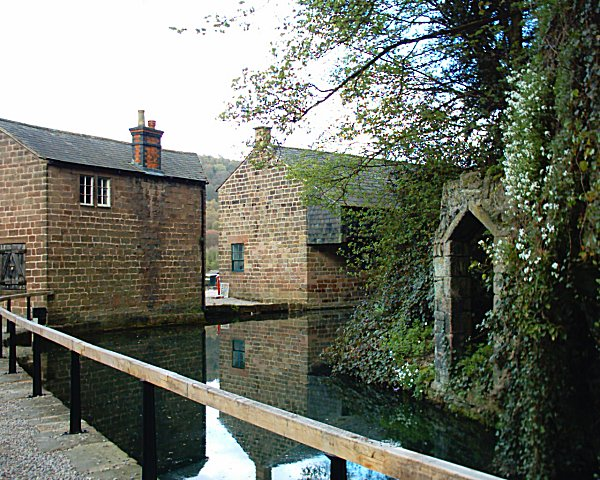
Cromford: il Cromford Canal

Cromford (1 500 ab. ca.) è un villaggio con status di parrocchia civile della contea inglese del Derbyshire (Midlands Orientali), facente parte del distretto delle Derbyshire Dales nella valle del fiume Derwent, ai margini sud-orientali del Peak District National Park.
Il villaggio rivestì un ruolo importante per lo sviluppo dell'industria inglese ai suoi inizi: sorse infatti qui la prima fabbrica tessile meccanizzata del mondo, la Cromford Mill.

## Geografia fisica

### Collocazione
Cromford si trova a circa metà strada tra Nottingham e Buxton (rispettivamente a nord-ovest della prima e a sud-est della seconda), a circa 20 km a sud/sud-ovest di Chesterfield e a circa 5 km a sud di Matlock.

## Società

### Evoluzione demografica
Al censimento del 2011 il villaggio di Cromford contava una popolazione pari a 1 433 abitanti. Si è quindi assistito ad un calo demografico rispetto al 2001, quando gli abitanti erano 2 202, e al 1991, quando erano 2 426 (1 669 secondo un'altra fonte).

## Architettura
Il villaggio è costituito da numerosi edifici in pietra.

### Edifici e luoghi d'interesse

#### Cromford Bridge
Tra gli edifici d'interesse, vi è il Cromford Bridge, un ponte risalente al XV secolo.
|  |

#### Cromford Canal
Il Cromford Canal è un canale di 14,5 km che unisce Cromford con l'Erewash Canal: fu realizzato nel 1794 su progetto di William Jessop e Benjamin Outram e fu utilizzato a scopi industriali fino al 1944.

#### Cromford Mill
Nel 1771 fu fondato a Cromford Richard Arkwright (l'inventore del filatoio), il Cromford Mill ("Mulino di Cromford"), un mulino per la filatura del cotone, che sarebbe poi diventato la prima fabbrica tessile meccanizzata del mondo.

#### Chiesa di Santa Maria
Altro edificio storico di Cromford è la Chiesa di Santa Maria (St Mary's Church), risalente al 1797.
|  |